# Albán polgárháború
Az albán polgárháború (albánul: Lufta Civile Shqiptare) 1997-ben, Albániában zajló belső konfliktus volt, mely kiváltó oka egy, a politika felső köreit is átszövő piramisjáték és annak összeomlása. A korabeli magyar sajtóban szintén polgárháborús állapotnak nevezték az akkori albániai helyzetet.
Országszerte több mint 130 ezer embert érintett a befektetések bedőlése, melyből közel 1,2 milliárd dollár értékű kár származott. A csőd erőszakba torkolló tüntetési hullámot generált a kormány ellen, melyek fegyveres összecsapásokban csúcsosodtak ki legfőképp az ország déli felén. A harcokban kétezernél is többen vesztették életüket. A helyzet olyan súlyos volt, hogy az ENSZ tagországok egy részének (főleg Olaszországnak és Görögországnak) csapatokat kellett vezényelnie Albánia területére a külföldi állampolgárok kimentése végett.
A konfliktus további eszkalációját ugyan sikerült megakadályozni, ám az albán polgárháború okozta zűrzavar nagyban hozzájárult a koszovói háború kirobbanásához.

## Előzmények

### A nagy albán piramisjáték
Az Enver Hoxha vezette Albánia izolációs politikája az 1980-as évekre fenntarthatatlanná tette az országot, amelynek kommunista berendezkedését alapjaiban ingatta meg a peresztrojka és a glasznoszty. A párt megpróbált óvatos reformlépésekkel hatalmon maradni, de 1990-ben a változást követelő tömegek elsöpörték a rendszert.
Az új vezetőknek, Sali Berisha köztársasági és Aleksandër Meksi miniszterelnöknek, Hoxha vészterhes örökségével kellett szembenézniük, amely iszonyú nyomokat hagyott a gazdaságban és a társadalomban. Az ország lassan nyitott a piacgazdaság felé és a rengeteg megszorítás ellenére is csak vontatottan indult el a gazdasági növekedés. Az országnak komoly gondot jelentett az élelmiszerellátás, mivel a Hoxha-diktatúra a sztálini mintákat konokul követve erőltette a nehézipar fejlesztését, míg a mezőgazdaságot és halászatot hanyagolta. A rendszerváltás után a nehézipari termelés óriási léptékben esett vissza és tömegek váltak munkanélkülivé. Az országban ijesztően nagy volt a korrupció, napról-napra erősödött a szervezett bűnözés és Berisha politikai lépései is egyre megkérdőjelezhetőbbé váltak.
Az 1990-es években több olyan cég jött létre, amelyek befektetésekre csábítottak rengeteg embert és amiknek különböző ágakban (ingatlanok, turizmus, üzemanyag, szolgáltatások stb.) lettek érdekeltek. Ezek a cégek üzleteiket szinte maffiamódszerekkel vezették és rivalizálásuk olykor vérre menő is volt. A vállalkozások fejei gyakran az előző rendszer káderjei és kegyeltjei közül kerültek ki, akik meglévő politikai kapcsolataikat is felhasználták előnyszerzésre.
Az évtizedekig elzárt és korábban is igen fejletlennek számító, a feudális berendezkedést a második világháború végéig megőrző Albániában az emberek jóformán semmit nem tudtak a pénzügyi és tőkepiaci mozgásokról. Hoxha idejében nem is létezett az országban magántulajdon. A kormány ugyanakkor megfeledkezett az albán pénzügy reformjáról, miközben az új pénzügyi rendszer igen kezdetleges volt, ugyanis magánpénzintézetek csak elenyésző számban akadtak az országban.
A cégek és bankok magas (általában véve irreális) hozamokkal kecsegtették az embereket. Az ebből fakadó hitelhalmozás miatt a jegybanknak utóbb korlátozásokat kellett kivetnie a hitelkihelyezésekre. Hiányzott a rendszer szabályozása is egy pénzügyi felügyelet formájában, ezért számos cég illegálisan folytatott betétgyűjtéseket. Ezen tevékenységeiket a jegybank 1996-ban, az új banktörvény elfogadásakor sem tudta felszámolni, mivel a kormány a szabálytalankodó cégeket támogatta, akiknek a politika legbelsőbb köreivel szoros kapcsolataik voltak. Jól példázza ezt, hogy a cégek részt vettek az 1996-os választás kampányainak finanszírozásában is.

### Az összeomlás

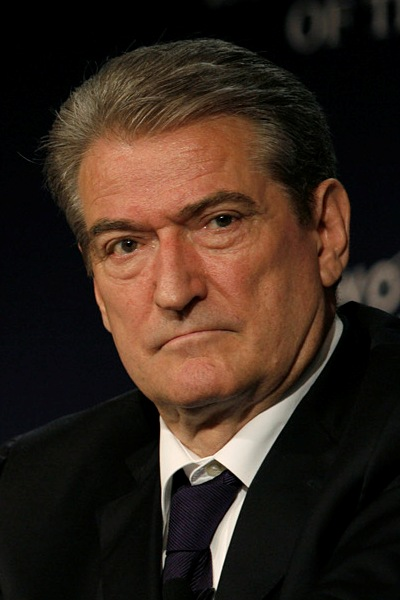
Sali Berisha 2008-ban

A délszláv háborút követően megszűntek az ENSZ Jugoszláviával szembeni gazdasági szankciói, amely nagy veszteség volt az albániai csempészkereskedelem számára. A csempészetből az említett cégek is hasznot húztak, s miután ezen jövedelemforrás megszűnt, kénytelenek lettek kamatemelést végrehajtani. Tovább növekedett a konkurensek száma is, akik még valószínűtlenebb hozamokat ígértek a befektetőknek (olykor 19%-ot) és néhány hónapon belül kétmillió befizetőjük lett az alig három és félmilliós országban. Voltak akik a házukat, állataikat vagy pedig ingóságaikat adták el, csak hogy befektetni tudjanak.
Az érintett cégek rövidesen fizetésképtelenek lettek és 1996-ra fizetéskötelezettségük már elérte az egymilliárd dollárt. A kormány a Nemzetközi Valutaalap és Világbank sorozatos felszólításai ellenére sem lépett fel, sőt az albán sajtó külső beavatkozást kezdett emlegetni, amelynek célja Albánia állítólagos csődbejuttatása. Ennek ellenére 1996 novemberében a kormány a pénzügyi szervezetek nyomására mégis létrehozott egy bizottságot a pilótajátékok felderítésére, mely az 1997. január 8-án megkezdődő összeomlás miatt már nem állhatott munkába.
Először a cipőgyártásban érdekelt tiranai Sudja cég jelentett csődöt. Miután ez napvilágra került, azonnal tüntetések kezdődtek a fővárosban. A kormány rendkívül rossz válaszlépéseket hozott: először megtagadta a károsultak kártalanítását, mondván a csalást magánbefektetők követték el, később egy hirtelenjében elfogadott pilótajáték-ellenes törvényt hoztak, amelynek pontos definíciója nem szerepelt a rendelkezésben. Tetten érhető az is, hogy megkülönböztetően kezelték az egyes cégeket, mivel a legnagyobbakat (melyek legtöbb befolyással bírtak a politikusokra) nem zargatták.

## Első tiltakozások
Január 15-én több száz ember gyűlt össze ellenzéki vezetőkkel közösen egy tiranai palotánál, ahol a Sudja tulajdonosa, Maksude Kadëna élt. A helyszínen a tömeg összecsapott a rendőrséggel is. Noha másnap Kadënát letartóztatták, a tiranai események nyomán a tiltakozások más albán városokra is átterjedtek, s ekkor már legalább hatezren vonultak utcára. A megmozdulások január 19-től kezdtek mindinkább kormányellenes hangvételűvé válni, amelyben nagy szerepe volt az ellenzéknek is, mialatt a rendőrség sorra tartóztatta le az egyes cégvezetőket és a cégek alkalmazottjait.
A helyzet napról-napra súlyosbodott Albániában: január 24-én Lushnjában a feldühödött tüntetők felgyújtották a városházát és egy filmszínházat is. A következő nap az emberek a környező falvakból Lushnjába áramlottak, mert részt akartak venni a zavargásokban és feltett céljuk volt felégetni minden állami intézményt a városban. A csőcselék az egyik cégvezért, Tritan Shehut is elfogta, a várost pedig lángba borította.

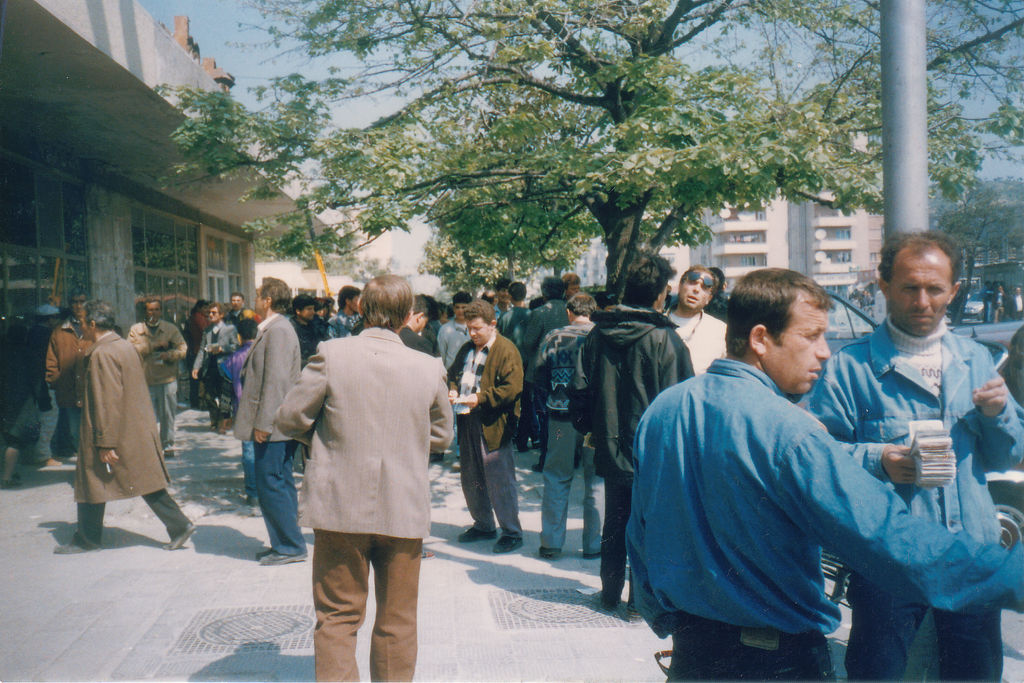
Befektetők megrohanják a pénzváltókat Vlorában 1997-ben

Január 26-án az Albán Szocialista Párt tüntetést szervezett Tiranában, de a megmozdulás erőszakba csapott át, amikor a rendőrség és a szocialista szimpatizánsok összetűzésbe keveredtek egymással. Az eset során a párt vezetői közül is néhányan megsérültek, továbbá megrongálták a nemzeti múzeumot, a kulturális palotát, egy mecsetet és a dél-tiranai önkormányzat épületét is. A zendülők tüzet okoztak a városházán, egy fegyverescsoport pedig az Albpetrol telephelyét égette fel Patosban.
Január 27-én Peshkopiában folytatódtak a zavargások, ahol felgyújtották a rendőrség ottani épületét és több házat is. Az incidensben négy rendőr súlyosan megsérült. Január 29-én a rendőrség Beratban 140, míg a közeli Poliçanban 20 tüntetőt vett őrizetbe.
Január 30-án az albán ellenzéki frakciók létrehozták a közös Fórum a Demokráciáért elnevezésű tömörülésüket. Február 4-én a kormány is elrendelte a betétek részleges kormányzati megtérítését, ám az ellenzék szerint a vezetés erőteljesen késleltette a folyamatot. Több városban ugyanakkor külön bizottságok is szerveződtek, hogy jogi megoldást találjanak a problémákra.
Eközben a tüntetések nem hagytak alább, sőt, februártól kezdődően fegyveres összecsapások törtek ki országszerte.

## A polgárháború

### A kezdetek
Február 9-én, a dél-albániai Vlorában tűzharc tört ki a tüntetők és a rendőrök között, amelyben egy ember meghalt, egy megsebesült. A Fórum február 4-én ugyan javasolta egy szakértői kormány felállítását a válság megoldására, de a vlorai események hatására inkább a tiltakozások folytatása mellett döntött.
A zavargások legelőször Dél-Albániában eszkalálódtak polgárháborús jellegű megmozdulásokká, ezért a déli országrészben szükségállapotot rendeltek el február 10-én. Február 18-án Berisha Lushnjában jelentette be az emberek előtt, hogy mindent megtesz az erőszak megfékezése érdekében. A kormánnyal szembeni ellenszenv azonban erősödni látszott, mert a vlorai egyetemen éhségsztrájk kezdődött és a résztvevők a kormány távozását követelték. Néhány nap múlva több ezer civil fogta körül az egyetem épületét, hogy megvédje a sztrájkolókat az esetleges hatósági fellépéstől.
Február 22-én megindultak az egyes cégvezetők elleni bírósági perek, mialatt Dél-Albánia egyre kontrollálhatatlanabbá vált.
Február 28-án Gjirokastra egyetemén is csatlakoztak a diákok a vloraiak éhségsztrájkjához, mialatt a városban zajló fegyveres összecsapások kilenc emberéletet követeltek.
Március 1-jén Vlorában összeomlott a rend: a városban bűnbandák randalíroztak, sőt fosztogatók és orgazdák is tevékenykedtek. Lushnjában a rendőrséget gyakorlatilag megsemmisítették, több rendőrt szisztematikusan lemészároltak. A fellázadt tömeg odáig ment, hogy a közeli adriai bázist is elfoglalta, ahol még fegyverekre is szert tett.
A kormány a hadsereget vezényelte Vlorába és Tepelenába, mire a felkelők mozgósították a birtokukba került tüzérségi eszközöket, amiket a város bejáratánál állítottak fel. Himarában közben felrobbant egy fegyverraktár hatalmas tüzet okozva a városban. Gjirokastra is lángokban állt a gyújtogatások hatására.

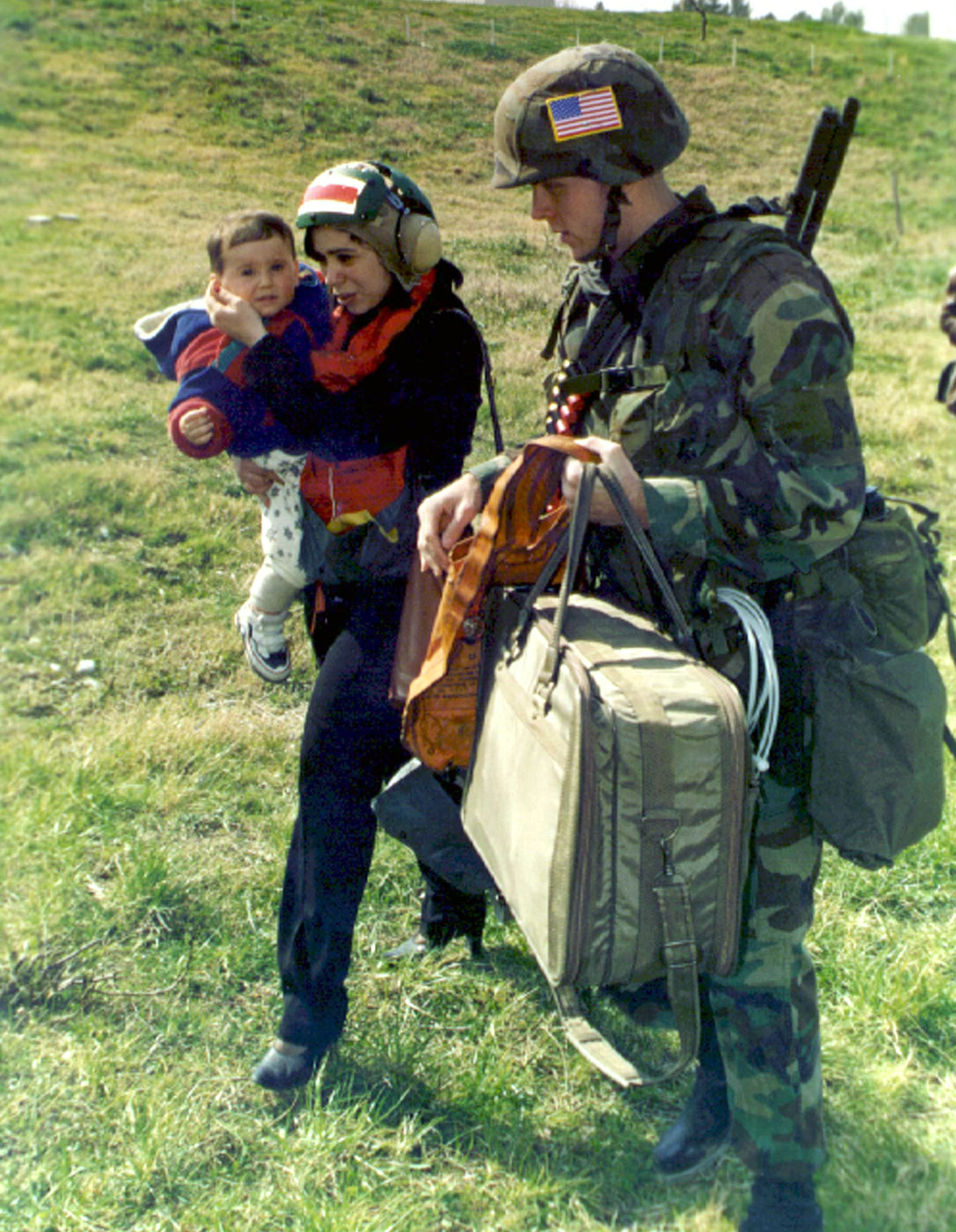
Amerikai tengerészgyalogos egy albán asszonyt és gyermekét menekíti Tiranából március 14-én

Az elharapódzó belviszályt a kormány nem tudta megoldani, ezért Meksi március 2-án lemondott, amit délen hatalmas eufóriával fogadtak a zendülők. Ennek ellenére a szükségállapotot nem vonták vissza, sőt az iskolákat bezárták és korlátozásokat rendeltek el a médiában, miután egyre több fegyveres banda jött létre, amelyek önhatalmúlag folytattak hadműveletek címén portyázásokat. Kavajë-ban is 5000 fős fegyveres polgári milíciát kellett létrehozni, hogy megfékezzék a bűnözői csoportok esetleges betörését a város területére.
Ugyanakkor Berisha továbbra sem mondott le, sőt március 3-án újraválasztották és Bashkim Fino személyében új miniszterelnököt nevezett ki. Emiatt újabb fegyveres harcok törtek ki Dél- és Közép-Albániában is. A létrejövő csoportok (bűnszervezetek) politikai okokra hivatkozva követték el köztörvényes bűncselekmények egész sorát (rablás, gyújtogatás, gyilkosság stb.). A résztvevők fegyverraktárakat fosztottak ki, hogy felszerelést zsákmányoljanak, sőt rendőrőrsöket támadtak meg, hogy azok fegyverkészleteit is megszerezzék. A felkelők igénybe vették a tengeri útvonalakat, amelyeken hajókkal hajtották végre fegyveres akcióikat. A fegyvereseknek még egy hadihajót is sikerült elfoglalniuk. Dél-Albániában a harcok több millió dolláros kárt okoztak középületekben, oktatási intézményekben, gazdasági telephelyeken és másutt. A zűrzavarban rengeteg fogvatartott szabadult ki a börtönből, mert a lázadók vagy kiengedték őket vagy pedig a káoszt kihasználva szöktek meg. A rablások és gyilkosságok élelmiszerhiányt okoztak több albán településen is.
Március 4-én a Nyílt Megváltás elnevezésű szervezet árnyékkormányt alakított ki Vlorában. Időközben Dél-Albániában egyre szervezettebbé váltak a fegyveres csoportok, akik az albán haditengerészettől zsákmányolt hajókkal járőröztek az Adrián. Sikerült biztosítaniuk továbbá a Vjosa felett átívelő Mifoli-hidat, így az albán biztonsági erők és a hadsereg nem tudott benyomulni délre, hogy visszaállítsa a tiranai kormány hatalmát, mialatt több tucat albán katona dezertált és csatlakozott a lázadókhoz. Egy elfogott belbiztonsági ügynököt a lázadók ráadásul kegyetlenül megkínoztak és megöltek.
A hadseregnek március elején sikerült ugyan Delvinából visszavonulásra kényszeríteni a lázadókat, ám a Mifoli hidat nem tudták visszafoglalni, sőt a fegyveres csoportok megerősítették Sarandát és hajóikkal újabb fegyvereket zsákmányoltak. A tüntetőket is nem egy esetben szervezett bűnözői csoportok és volt kommunista ügynökök látták el arzenállal. Egyesek Görögországból szereztek be fegyvereket.
Március 5-én Memaliajban és a környéken fegyverraktárak robbantak fel, közben a görög médiában arról számoltak be, hogy Dél-Albániában a lázadók önálló államot akarnak létrehozni.
Március 7-én a sarandai fegyveres csoportok az átállt albán katonák segítségével elfoglalták Gjirokastrát, amit a belbiztonsági erők védtek. A tiranai kormány ezzel minden ellenőrzést elvesztett Dél-Albánia fölött. Ennek legsúlyosabb következménye, hogy bárki bárhol juthatott fegyverekhez, így szaporodtak a gyilkosságok, sőt olykor tömeggyilkosság is.
Március 9-én az új kormány „megbékélésre” szólított fel, amelynek nem volt visszhangja, mivel a következő nap Gramsh városa is a felkelők kezére került, akik Kuçovában 19 db szovjet gyártmányú MiG típusú harci gépet is elfoglaltak. Március 11-én már valóban felvették a déli csoportok, hogy egy Tiranától elkülönülő délalbán államot hoznának létre.
A harcok gyorsan elérték Észak-Albániát is, ahol a kormány elvesztette az ellenőrzést Shkodra felett. Tiranán kívül mindenhol káosz uralkodott az országban. Március 13-án, miután Berisha szembesült azzal, hogy nem tudják helyreállítani a rendet és Tirana is már az ostrom küszöbén áll, ezért nemzetközi segítséget kért, mivel a külföld is egyre fokozottabb figyelemmel kísérte az albániai eseményeket. A francia sajtóban úgy jellemezték a polgárháborút, mint egy „katonai puccs”-ot.
Március 14-én az ENSZ Franz Vranitzkyt nevezte ki az albán válság megoldására létrehozott szervezett bizottság élére, eközben már Durazzót és annak kikötőjét is a lázadók uralták. Március 15-én a kormányerőknek sikerült visszafoglalniuk a rinasi légikikötőt (ma Teréz anya repülőtér). Másnap, március 16-án nemzeti gyásznapot tartották Tiranában a polgárháborúban eddig meghalt áldozatok emlékére, s ezen a napon Berisha 51 fogolynak adott amnesztiát. Eközben fegyveresek radioaktív anyagokat tulajdonítottak el Fierben.
Március 17-én Berisha egy amerikai katonai repülőgéppel távozott Albániából, egyidejűleg kiszabadult az 1993 óta börtönben fogvatartott Fatos Nano ellenzéki politikus, Albánia korábbi miniszterelnöke. Az Üdvözülés szervezete addigra módosított a korábbi a szeparatista tervezetén és egy föderatív átszervezésre tett javaslatot.
A helyzet nemzetközi szinten is súlyosbodni látszott, ugyanis Berisha Törökországhoz folyamodott katonai segítségért, mire a szomszédos Görögország, az albániai görög kisebbség védelmének címén szintén beavatkozást helyezett kilátásba. Erre válaszul Ankara háborúval fenyegette meg Athént, s Boszniát emlegetve figyelmeztetett, hogy a külföldi országok nem követhetik el ugyanazt a hibát, mint a délszláv háború idején.
Március 23-án újból a kormány kezére kerül Durazzo, ám Gjirokastrát és Sarandát továbbra is szilárdan ellenőrizték a lázadók. A két városban uralkodó zavaros állapotok miatt mindennapossá vált a terror és több tucat embert gyilkoltak meg. Mialatt a harcok változatlanul dúltak tovább, egyes albán politikai körök komolyan tartottak attól, hogy Görögország netán megszállja és elcsatolja a határmenti albán régiókat. Egyesek mind a görögöket, mind az amerikaiakat fegyveres csoportok és azok által elkövetett vérengzések támogatásával vádolták, bizonyos albán katonai vezetőket pedig a görögöknek való kémkedéssel gyanúsítottak nyíltan.
Március 28-án az olasz partok felé tartó albán hajó ütközött egy olasz hadihajóval Otranto közelében. A hajón albán menekültek utaztak, akik közül 82-en az Adriában lelték halálukat. Ezzel egyidőben Dél-Albániában fegyveres csoportok részben etnikai alapú mészárlásokat műveltek, mert Levan faluban 28, többségében cigány etnikumú személyt gyilkoltak meg, addig a további tömeggyilkosságoknak a térségben összesen 110 ember esett áldozatul. Egyes helyi ellenzékiek a Hoxha-féle rendszer visszaállítását is követelték.
Az ENSZ időközben humanitárius segítségnyújtást fogadott el Albánia számára, ennek ellenére az albán válság áprilisban és májusban még súlyosbodott.
Április 1-jén szóba került Berisha esetleges lemondása, miközben az amerikai nagykövetség kijelentette, hogy az USA a tiranai kormányt ismeri el legitimnek és nem tekinti egyenrangú tárgyaló félnek a Megváltás nevű szervezetet. A kormányerőknek egy nappal az amerikai nyilatkozatot megelőzően sikerült visszafoglalni Berat városát.
Időközben a bandák olyan mennyiségű fegyverhez jutottak, hogy Gramsh illegális fegyverkereskedelmi központ lett, különféle albán családokhoz köthető bandák pedig egymással is harcba bonyolódtak.
Április 13-án albán földre lépett Leka Zogu trónörökös, aki kezdeményezte a monarchia visszaállítását Albániában.

### Az ENSZ beavatkozása

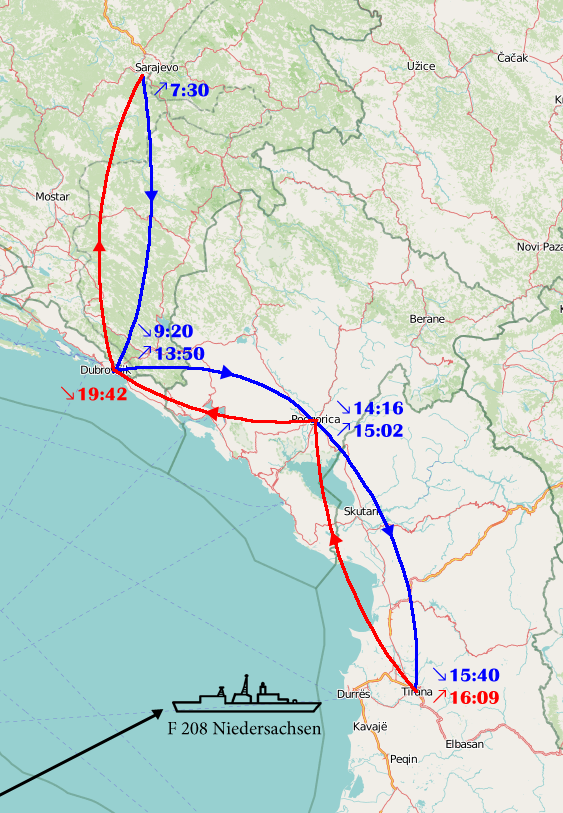
A német Szitakötő hadművelet térképe

Olaszországot egyre jobban aggasztotta az albán polgárháború, ezért Romano Prodi olasz kormányfő személyesen látogatott el a lázadók által ellenőrzött Vlorába, hogy tájékozódjon a helyzetről. Április 15-én hat tagország részvételével (Görögország, Olaszország, Románia, Törökország, Ausztria, Franciaország) megkezdődött az Alba kódnevű hadművelet olasz parancsnokság alatt, melynek keretében mintegy hétezer békefenntartó szállt partra Durazzónál és sikeres akció keretében felszámolták a gramshi fegyveres bandákat, valamint követségi dolgozókat menekítettek ki az országból. Tiranában is közben helyreállt a rend és megállapodást kötöttek egy június 29-én tartandó választásról.
Március 12. és március 14. között Németország egy külön, Szitakötő kódnevű katonai műveletet folytatott állampolgárai evakuálása érdekében. Az akció során 14 magyart is kimenekítettek Tiranából, ahogyan japán, dán, cseh, holland, osztrák, egyiptomi, lengyel és egyéb állampolgárokat is. Velük majdnem egyidőben az amerikai fegyveres erők megindították a Silver Wake (Ezüst Virradat) kódnevű evakuációs műveletet. Itt további 900 polgári személy (köztük albánok is) került kimentésre Albániából.
Felvetődött ezalatt Magyarország részvétele is az albániai expedícióban, de ezt végül az akkori Horn-kormány ellenvetette, mert egyrészt a magyar beavatkozás túl költséges lett volna, továbbá Horn Gyula miniszterelnök határozottan azon a véleményen volt, hogy Magyarország beavatkozása az albán polgárháborúba rendkívül veszélyes volna. Horn Gyula kétségeit fejezte ki a külföldi országok missziójának sikerét illetően, továbbá a Magyar Honvédségnek az olasz felkérés értelmében már áprilisban bevethető egységeket kellett volna Albániába vezényelni. A kormány és az ellenzéki pártok egyetértettek abban, hogy Albániában nem államközi vagy etnikai konfliktus zajlik, ezenkívül Horn Gyula azt is hozzátette, hogy a nemzetközi erők helyett az albán kormánynak lenne feladata a rendteremtés. A külföldi beavatkozás Horn szerint precedenst teremtene más országok esetében is, ahol belső konfliktus zajlik. A magyar katonák személyes biztonságát illetően a miniszterelnök nem látott garanciát, minthogy a NATO nem vett részt a misszióban, szemben a boszniai háború idején, ahol a szövetség szervezete és erői ernyőként tették lehetővé más egységeknek a biztonságot. Orbán Viktor, akkor még ellenzékben politizáló elnöke a Fidesznek úgy látta, hogy a távolmaradás nem befolyásolhatja és nem is fogja befolyásolni Magyarország NATO tagjelöltségét és integrációját, míg Torgyán József üdvözölte, hogy a kormány és az ellenzéki pártok ebben a külpolitikai kérdésben egységes álláspontot tudtak kialakítani.
Közben egyre több alkalommal került sor robbantásos merényletekre is. Az egyiket április 18-án az elbasani egyetem ellen hajtották végre, sőt április 22-én Tiranában is robbant pokolgép. A harcok és a káosz miatt rengeteg fegyverraktár maradt őrizetlen, s több ilyen lerakat robbant fel, a detonációknak pedig gyakran voltak halálos áldozatai is.
Április végén már egyre többen követelték az erőszak befejezését. Ekkor Észak-Albániában az iskolák is kinyithattak.

### A polgárháború befejező szakasza

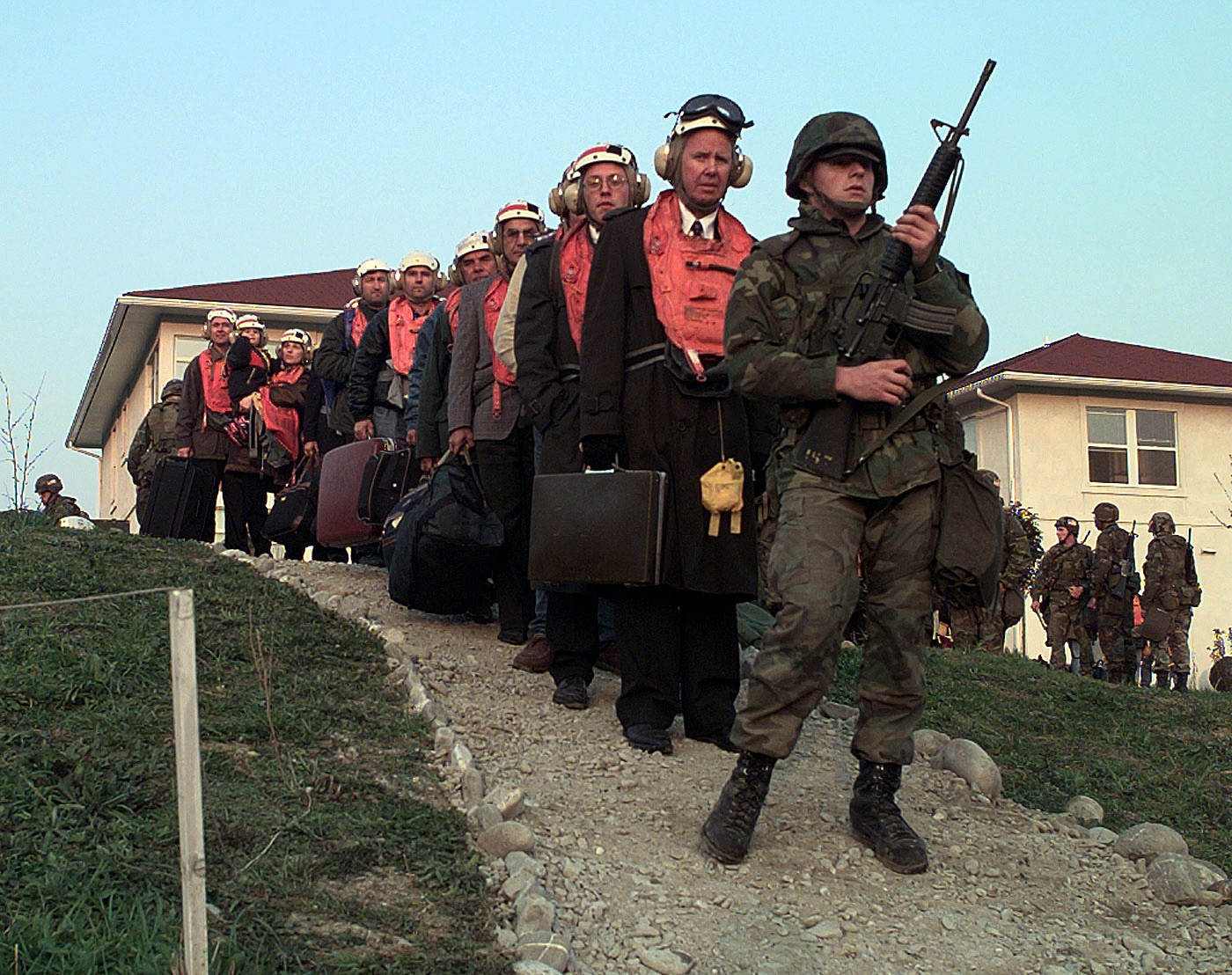
Az Egyesült Államok tiranai nagykövetségének evakuálása március 15-én. Az amerikai tengerészgyalogosoknak nem kellett fegyveres harcba bocsátkozniuk az albán lázadókkal, mint a többi ország katonáinak

Májusban a helyzet újból súlyosbodni látszott, mivel április 29-én megint fegyveres bandák vették át az uralmat Vlora felett, s május 4-én újabb mészárlások történtek négy nagy albán városban is (Tirana, Durazzo, Shkodra és Berat). Május 10-én Gramshban ismét összecsapások törtek ki a biztonsági erők és a helyi bandák között. Május 14-én ugyancsak fellángoltak a harcok Berat és Lushnja környékén, s a hónap végéig erőszakos cselekmények sora zajlott Memaliajban, Sarandában, Vlorában, Shkodrában és Durazzóban.
Május 23-án az albán köztársasági gárda és a különleges erők súlyos harcokat vívtak Cërrikben az ottani fegyveresekkel. Június 17-én a Berat melletti Uravajguroréban történt mészárlás albán rendőrök ellen. A választásokra készülő kormánypárt próbált kampányt folytatni a dél-albániai területeken is, de a kitört újabb zavargások miatt ez sikertelen maradt.
Június 29-én megtartották a parlamenti választásokat, amelyet az albán szocialista párt nyert meg, a demokrata párt pedig súlyos vereséget szenvedett. A Megváltás ekkor tapogatózni kezdett egy koalíció kialakítását illetően, amit a szocialisták ahhoz a feltételhez szabtak, ha kiállnak a béke visszaállítása mellett. A választásokkal egyidőben népszavazást is tartottak arról, hogy Albániában visszaállítsák-e a királyságot? A leadott voksok 65%-a alapján a döntő többség a köztársaság fenntartása mellett állt ki, de Leka Zogu nem fogadta el az eredményt és csalással vádolta meg a választási bizottságot. Július 3-án még tüntetést is szervezett, amelynek sikerült újabb, öt ember életét követelő véres összecsapásba torkollnia.
Júliusban még mindig a bűnbandák terrorizálták az albán vidéki területeket és egyes nagyvárosokat, ebben a légkörben pedig nőtt a gyilkosságok, illetőleg az ember-, fegyver- és kábítószer-kereskedelem aránya is.
A demokraták választási veresége nyomán július 24-én Berisha is lemondott, az új köztársasági elnök pedig Rexhep Meidani lett. Tiranában Berisha távozását kitörő örömmel fogadta a lakosság, s augusztusban a harcok mindenütt befejeződtek Albániában. Az ENSZ-misszió augusztus 11-én elhagyta az országot.

## Az áldozatok
A legalacsonyabb becslések szerint a több mint fél évig tartó albán polgárháborúnak 1600-2000 halálos áldozata volt. Léteznek becslések, amelyek szerint ennél is több, 3800 ember vesztette életét a harcokban és egyéb erőszakos cselekményekben, valamint a zűrzavar okozta fegyver- és lőszerraktári robbanásokban. Bizonyos halálesetek azon okból kifolyólag következtek be, hogy a fegyverek tapasztalatlan kezekbe kerülve végzetes balesetekhez vezettek.
A sebesültek száma 3700 és 5000 fő között volt.

## Következmények
Az illegális piacra vagy civil kézbe került fegyverarzenál egy jelentékeny részére a Koszovói Felszabadítási Hadsereg tette rá a kezét, amelynek birtokában 1998-ban gerillaháborút indított Koszovó kiszakításáért Jugoszláviából, folytatva az 1991 óta tartó balkáni krízist, majd Macedóniában kezdett gerillaháborúba hasonló indokkal.
A polgárháború másik következménye, hogy alvilági szervezetek is jelentős mennyiségű fegyverhez illetve lőszerhez jutottak. A balkáni bandaháborúknak így a következő években mintegy 6500 halottja volt.
A polgárháború 200 millió dolláros kárt okozott Albániának, ezért az állam pénzügyi segélycsomagért folyamodott a Nemzetközi Valutaalaphoz. A konfliktusok lezártával folytatódtak a szélhámos cégek elleni perek és felelősségre vontak a pilótajátékokban érintett korábbi kormánytagokat is. Egyeseket a távollétükben ítéltek el, mivel voltak cégvezetők, akik a külföldi erők evakuációi során hagyták el Albániát és különböző országokban rejtőztek el. Egyiküket, Bashkim Drizát 2008 szeptemberében tartóztatta le az uruguayi rendőrség Montevideóban. Albániának történt kiadatása előtt viszont sikerült megszöknie házi őrizetéből.